# Ratownik medyczny
Ratownik medyczny – zawód zaufania publicznego i zarazem samodzielny zawód medyczny, wykonywany przez osobę posiadającą wiedzę, umiejętności i uprawnienia do udzielania świadczeń zdrowotnych w zakładach leczniczych podmiotów leczniczych, w szczególności do udzielania świadczeń zdrowotnych w sytuacji nagłego stanu zagrożenia życia lub zdrowia. Ratownik medyczny podczas udzielania świadczeń zdrowotnych korzysta z ochrony prawnej przysługującej funkcjonariuszowi publicznemu, zgodnie z przepisami Ustawy o zawodzie ratownika medycznego oraz samorządzie ratowników medycznych (Dz.U. z 2025 r. poz. 339).
Ratownik medyczny może samodzielnie podejmować działania i czynności medyczne zgodnie z aktualną wiedzą medyczną, podawać silnie działające leki samodzielnie bez zlecenia lekarza, również we wszystkich oddziałach szpitalnych oraz stwierdzać zgon.

## Ratownicy medyczni w Polsce
Zawód ratownika medycznego w Polsce reguluje Ustawa o zawodzie ratownika medycznego oraz samorządzie ratowników medycznych (Dz.U. z 2025 r. poz. 339).
Ratownik medyczny to samodzielny zawód z grupy specjalistów, który posiada kwalifikacje i uprawnienia do udzielania świadczeń diagnostycznych, leczniczych, zapobiegawczych i profilaktycznych, szczególnie w ostrych stanach zagrożenia życia lub zdrowia u noworodków, niemowląt, dzieci i dorosłych. Kwalifikacje i uprawnienia ratownika medycznego w szczególności obejmują: świadczenia zdrowotne z dziedziny medycyny ratunkowej, medycyny urazowej, anestezjologii intensywnej terapii, a także szeregu innych dziedzin klinicznych (ortopedia i traumatologia, choroby wewnętrzne, neonatologia, pediatria, położnictwo i ginekologia, chirurgia, neurochirurgia, kardiologia, neurologia, neurotraumatologia, psychiatria, choroby zakaźne). 
Zawód ratownika medycznego w Polsce jest samodzielny i regulowany. To jest zawód wymagający obszernej i interdyscyplinarnej wiedzy medycznej i umiejętności praktycznych, ze względu na specyfikę i ciężkość stanów klinicznych, z którymi na co dzień spotykają się ratownicy medyczni. Ta profesja wymaga ponadprzeciętnej odporności na stres i cierpienie chorego, a także trzeźwości umysłu w sytuacjach krytycznych.
Ratownik medyczny jest zobowiązany ustawowo do stałego doskonalenia zawodowego i rozwoju. Doskonalenie zawodowe ratownika medycznego jest realizowane w pięcioletnich okresach edukacyjnych. Doskonalenie zawodowe obejmuje kursy doskonalące, seminaria oraz szeroko pojęte samokształcenie.
Regulacje prawne nakładają na absolwenta kierunku ratownictwo medyczne obowiązek złożenia Państwowego Egzaminu z Ratownictwa Medycznego (PERM), umożliwiającego podjęcie pracy ratownika medycznego po uzyskaniu tytułu licencjata.

### Kształcenie
W Polsce tytuł zawodowy i uprawnienia ratownika medycznego uzyskuje się po ukończeniu 3-letnich studiów licencjackich na uczelni medycznej o profilu medycznym. Po ukończeniu wyższych studiów na Uniwersytecie Medycznym uzyskuje się tytuł zawodowy licencjata na kierunku ratownictwo medyczne. Absolwenci ratownictwa medycznego wykonują w myśl Ustawy z dnia 1 grudnia 2022 r. o zawodzie ratownika medycznego oraz samorządzie ratowników medycznych oraz o Państwowym Ratownictwie Medycznym z dnia 8 września 2006 roku.
Ratownik medyczny posiadający tytuł licencjata ratownictwa medycznego ma możliwość podjęcia studiów II stopnia (magisterskich) oraz studiów III stopnia (doktorskich).
Ratownicy medyczni pracują w zespołach wyjazdowych ratownictwa medycznego (P – podstawowy, S – specjalistyczny, N-neonatologiczny), Lotniczym Pogotowiu Ratunkowym (LPR), szpitalnych oddziałach ratunkowych (SOR) i izbach przyjęć, oddziałach anestezjologii intensywnej terapii (OIT, OIOM), innych oddziałach szpitalnych, jednostkach GOPR, TOPR, WOPR, prowadzą szkolenia z zakresu pierwszej pomocy i kwalifikowanej pierwszej pomocy, a także wykonują zawód w jednostkach samorządowych oraz podległych MON i MSWiA (Policja, Państwowa Straż Pożarna, Straż Graniczna), w służbach specjalnych, Służbie Więziennej i Służbie Celno-Skarbowej.

### Zakres wykonywanych czynności

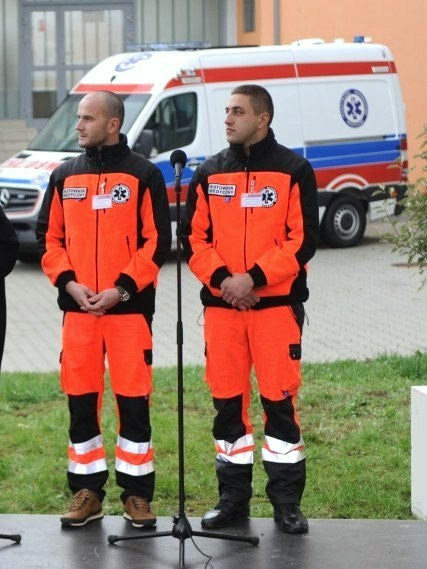
Polscy ratownicy medyczni

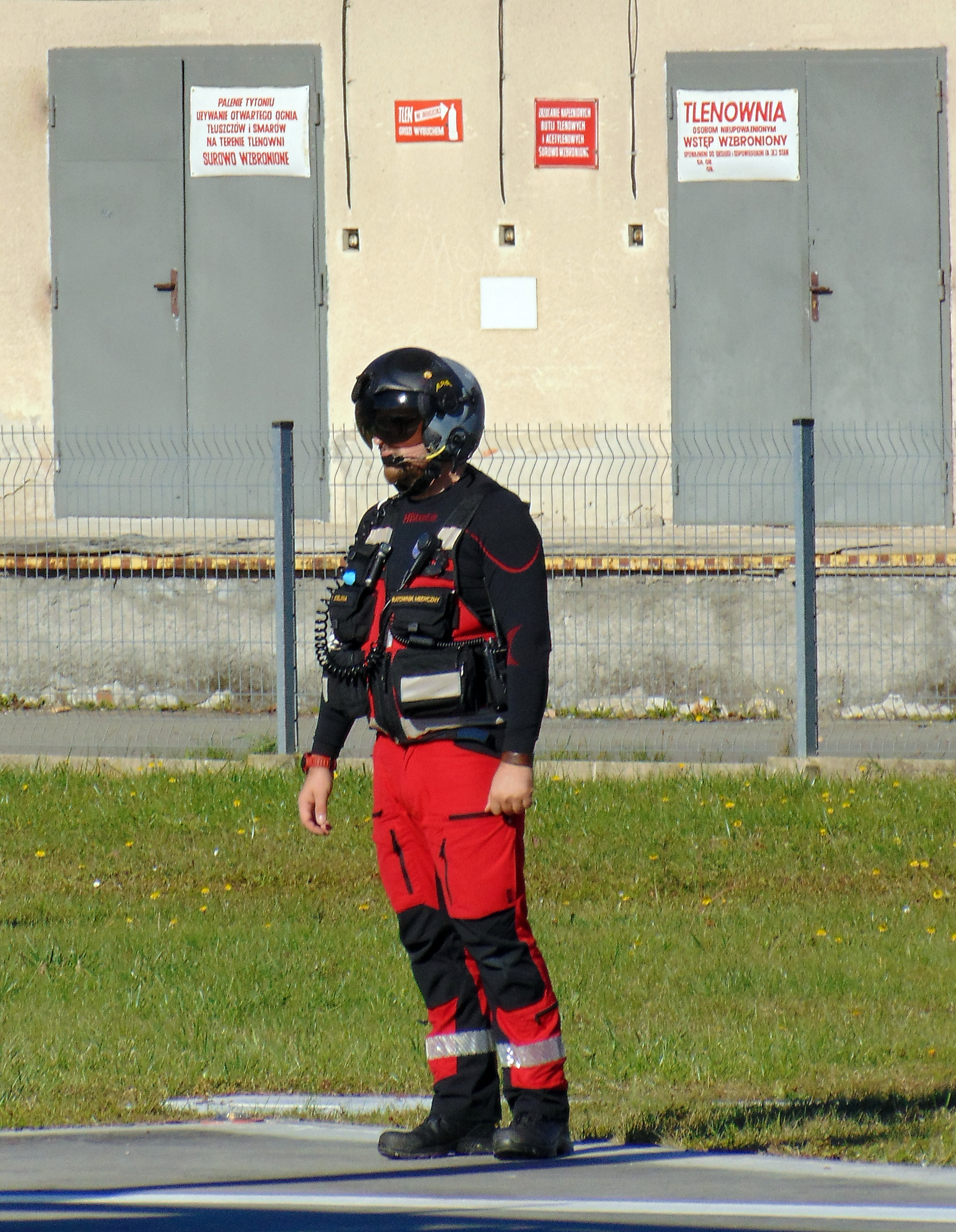
Ratownik medyczny Lotniczego Pogotowia Ratunkowego

Czynności, które mogą być podejmowane samodzielnie przez ratownika medycznego:
- Ocena stanu pacjenta. Kliniczne badanie podmiotowe i przedmiotowe.
- Układanie pacjenta w pozycji właściwej dla stanu pacjenta lub odniesionych obrażeń.
- Podjęcie i prowadzenie podstawowej i zaawansowanej resuscytacji krążeniowo-oddechowej zgodnie z aktualną wiedzą medyczną.
- Bezprzyrządowe przywracanie drożności dróg oddechowych.
- Przyrządowe przywracanie i zabezpieczanie drożności dróg oddechowych z zastosowaniem w szczególności:
  - rurki ustno-gardłowej;
  - rurki nosowo-gardłowej;
  - przyrządów nadgłośniowych (maska krtaniowa, rurka krtaniowa);
  - konikopunkcji.
- Odsysanie dróg oddechowych metodą otwartą i zamkniętą.
- Podjęcie tlenoterapii czynnej lub wspomagania oddechu lub sztucznej wentylacji płuc metodami bez przyrządowymi i przyrządowymi, z użyciem tlenu lub powietrza, w tym z użyciem respiratora.
- Wykonanie intubacji dotchawiczej i prowadzenie wentylacji mechanicznej w nagłym zatrzymaniu krążenia.
- Wykonanie defibrylacji manualnej na podstawie EKG lub zapisu kardiomonitora.
- Wykonanie defibrylacji zautomatyzowanej.
- Wykonanie przezskórnej elektrostymulacji serca w bradyarytmiach, w przypadku pacjentów niestabilnych hemodynamicznie.
- Wykonanie kardiowersji w tachyarytmiach, w przypadku pacjentów niestabilnych hemodynamicznie.
- Wykonanie i ocena zapisu EKG.
- Monitorowanie czynności układu oddechowego.
- Monitorowanie czynności układu krążenia.
- Wykonanie kaniulacji naczyń obwodowych oraz żyły szyjnej zewnętrznej.
- Wykonanie dojścia doszpikowego.
- Podawanie leków drogą dożylną, domięśniową, podskórną, śródskórną, doustną, podjęzykową, dopoliczkową, wziewną, dotchawiczą, doodbytniczą oraz doszpikową.
- Odbarczanie odmy prężnej drogą nakłucia jamy opłucnowej.
- Oznaczanie parametrów krytycznych z użyciem dostępnego sprzętu.
- Opatrywanie ran.
- Tamowanie krwawień zewnętrznych.
- Unieruchamianie i zabezpieczanie złamań, zwichnięć i skręceń.
- Unieruchamianie kręgosłupa ze szczególnym uwzględnieniem odcinka szyjnego.
- Przyjęcie porodu i opieka medyczna nad noworodkiem i położnicą.
- Wykonanie segregacji medycznej (triaż) pierwotnej i wtórnej.
- Przygotowanie pacjenta do transportu lądowego i transport powietrznego oraz opieka medyczna podczas transportu.
- Wykonanie pomiaru temperatury głębokiej.
- Cewnikowanie pęcherza moczowego.
- Zakładanie sondy żołądkowej i płukanie żołądka.
- Stwierdzać zgon, do którego doszło podczas akcji medycznej[1].
- Podawanie na zlecenie lekarza leków innych niż wymienione poniżej.

Leki, które ratownik medyczny może podawać samodzielnie:
- Acidum acetylsalicylicum (tabletki)
- Adenosinum (roztwór do wstrzykiwań)
- Amiodaroni hydrochloridum (roztwór do wstrzykiwań)
- Atropini sulfas (roztwór do wstrzykiwań)
- Isosorbidi mononitras (tabletki)
- Budesonidum (zawiesina do nebulizacji)
- Captoprilum (tabletki)
- Clemastinum (roztwór do wstrzykiwań)
- Clonazepamum (roztwór do wstrzykiwań)
- Clopidogrelum (tabletki) - po teletransmisji EKG i konsultacji specjalistycznej
- Dexamethasoni phosphas (roztwór do wstrzykiwań)
- Diazepamum (tabletki, roztwór do wstrzykiwań, wlewka doodbytnicza)
- Drotaverini hydrochloridum (roztwór do wstrzykiwań)
- Epinephrinum (roztwór do wstrzykiwań)
- Fentanylum (roztwór do wstrzykiwań)
- Flumazenilum (roztwór do wstrzykiwań)
- Furosemidum (roztwór do wstrzykiwań)
- Glyceroli trinitras (tabletki, aerozol do stosowania podjęzykowego)
- Glucagoni hydrochloridum (roztwór do wstrzykiwań)
- Glucosum 5% (roztwór do wlewu dożylnego)
- Glucosum 20% (roztwór do wstrzykiwań)
- Heparinum natricum (roztwór do wstrzykiwań)
- Hydrocortisonum (roztwór do wstrzykiwań)
- Hydroxyzinum (tabletki, roztwór do wstrzykiwań)
- Ibuprofenum (tabletki)
- Ketoprofenum (tabletki, roztwór do wstrzykiwań)
- Lidocaini hydrochloridum (roztwór do wstrzykiwań, żel)
- Magnesii sulfas roztwór do wstrzykiwań
- Mannitolum – 15% roztwór do wlewu dożylnego
- Metamizolum natricum roztwór do wstrzykiwań
- Metoclopramidum roztwór do wstrzykiwań
- Metoprololi tartras roztwór do wstrzykiwań
- Midazolamum roztwór do wstrzykiwań
- Morphini sulfas roztwór do wstrzykiwań
- Naloxoni hydrochloridum roztwór do wstrzykiwań
- Natrii chloridum 0,9% roztwór do wlewu dożylnego
- Natrii hydrogenocarbonas 8,4% roztwór do wstrzykiwań
- Papaverini hydrochloridum roztwór do wstrzykiwań
- Paracetamolum czopki, tabletki, roztwór do wstrzykiwań
- Płyn fizjologiczny wieloelektrolitowy izotoniczny (roztwór do wlewu dożylnego)
- Płyny koloidowe niewymagające pobierania przed iniekcją krwi na grupę oraz próby krzyżowej - skrobia hydroksyetylowana, żelatyna modyfikowana (roztwór do wlewu dożylnego)
- Salbutamolum (roztwór do wstrzykiwań, roztwór do nebulizacji)
- Solutio Ringeri - zbilansowany roztwór elektrolitowy (roztwór do wlewu dożylnego)
- Thiethylperazinum (czopki, roztwór do wstrzykiwań)
- Ticagrelor (tabletki) po teletransmisji EKG i konsultacji specjalistycznej
- Tlen medyczny (gaz)
- Urapidilum (roztwór do wstrzykiwań)
- Desmopressinum (tabletki, aerozol, roztwór do wstrzykiwań)
- koncentraty czynników krzepnięcia (roztwór do wstrzykiwań)

### Świadczenia zdrowotne ratowników w służbach mundurowych
Rozporządzenia regulują kwalifikacje i kompetencje ratownika medycznego w Policji, Służby Ochrony Państwa, Straży Granicznej, Państwowej Straży Pożarnej oraz formacji i jednostek wojskowych. Po odbyciu odpowiedniego kursu kwalifikacyjnego Ministerstwa Obrony Narodowej lub Ministerstwa Spraw Wewnętrznych i Administracji ratownik medyczny pracujący w wymienionych służbach jest uprawniony do udzielania następujących świadczeń:  
- w zakresie medycyny pola walki, stosowania antybiotykoterapii i farmakoterapii specjalistycznej, małej chirurgii – rewizja i zszywanie ran,
- w zakresie chirurgii ratunkowej – fasciotomia, torakotomia, konikotomia oraz drobne zabiegi chirurgiczne, anestezja i analgezja oraz blokady nerwowe, psychologiczna interwencja kryzysowa, badanie ultrasonograficzne (USG) w stanach nagłych i inne.

Świadczenia nie obejmują ratownictwa cywilnego ze względu na ich specyfikę i złożoność.  
Polscy ratownicy medyczni podejmują też zadania zawodowe za granicami kraju, podczas działań Polskich Kontyngentów Wojskowych, Polskiego Czerwonego Krzyża i Polskiego Centrum Pomocy Międzynarodowej.